# دهستان جوزدان
دهستان جوزدان نام دهستانی در بخش مرکزی شهرستان نجف‌آباد، استان اصفهان در ایران است.

## جمعیت
براساس سرشماری مرکز آمار ایران در سال ۱۳۸۵، جمعیت آن ۹۰۹۸ نفر (۲۲۳۱ خانوار) بوده‌است.